# Лейсі (Вашингтон)
Лейсі (англ. Lacey) — місто (англ. city) в США, в окрузі Тюрстон штату Вашингтон. Населення — 53 526 осіб (2020).

## Географія
Лейсі розташоване за координатами 47°2′35″ пн. ш. 122°47′54″ зх. д. / 47.04306° пн. ш. 122.79833° зх. д. (47.043087, -122.798231).  За даними Бюро перепису населення США в 2010 році місто мало площу 42,75 км², з яких 41,59 км² — суходіл та 1,15 км² — водойми.

## Демографія
Згідно з переписом 2010 року, у місті мешкали 42 393 особи в 16 949 домогосподарствах у складі 10 869 родин. Густота населення становила 992 особи/км².  Було 18493 помешкання (433/км²).
Расовий склад населення:
| - 74,2 % — білих - 8,0 % — азіатів - 5,4 % — чорних або афроамериканців - 1,7 % — вихідців з тихоокеанських островів - 1,2 % — корінних американців - 2,6 % — осіб інших рас |

До двох чи більше рас належало 7,0 %. Частка іспаномовних становила 9,2 % від усіх жителів.
За віковим діапазоном населення розподілялося таким чином: 24,6 % — особи молодші 18 років, 61,3 % — особи у віці 18—64 років, 14,1 % — особи у віці 65 років та старші. Медіана віку мешканця становила 34,0 року. На 100 осіб жіночої статі у місті припадало 90,1 чоловіків;  на 100 жінок у віці від 18 років та старших — 84,7 чоловіків також старших 18 років.
Середній дохід на одне домашнє господарство  становив 66 544 долари США (медіана — 59 407), а середній дохід на одну сім'ю — 75 708 доларів (медіана — 69 802). Медіана доходів становила 54 140 доларів для чоловіків та 41 959 доларів для жінок. За межею бідності перебувало 9,9 % осіб, у тому числі 11,6 % дітей у віці до 18 років та 7,1 % осіб у віці 65 років та старших.
Цивільне працевлаштоване населення становило 18 569 осіб. Основні галузі зайнятості: освіта, охорона здоров'я та соціальна допомога — 22,4 %, публічна адміністрація — 18,3 %, роздрібна торгівля — 12,4 %, науковці, спеціалісти, менеджери — 10,5 %.